# Sphenomorphus derooyae
Espèce
Synonymes
- Lygosoma derroyae De Jong, 1927
- Lygosoma derooyae De Jong, 1927
- Sphenomorphus derooijae (De Jong, 1927)
- Sphenomorphus derroyae (De Jong, 1927)

Statut de conservation UICN

 LC  : Préoccupation mineure
Sphenomorphus derooyae est une espèce de sauriens de la famille des Scincidae.

## Répartition
Cette espèce se rencontre en Nouvelle-Guinée et dans l'archipel Bismarck.

## Étymologie
Cette espèce est nommée en l'honneur de Nelly de Rooij, mais Jan Komelis de Jong utilise l'orthographe de Rooy.

## Systématique
Le nom valide complet (avec auteur) de ce taxon est Sphenomorphus derooyae (De Jong, 1927).
L'espèce a été initialement classée dans le genre Lygosoma sous le protonyme Lygosoma derooyae De Jong, 1927.

## Publication originale
- De Jong, 1927 : Reptiles from Dutch New Guinea. Nova Guinea, vol. 15, no 3, p. 296-318.